# Ulota carinata
Ulota carinata är en bladmossart som beskrevs av Mitten 1859. Ulota carinata ingår i släktet ulotor, och familjen Orthotrichaceae. Inga underarter finns listade i Catalogue of Life.